# Степанов, Александр Васильевич (химик)
Александр Васильевич Степанов (1872—1946) — русский советский химик, специалист в области аналитической и судебной химии, доктор биологических наук, заслуженный деятель науки РСФСР (1934).

## Биография

### Образование
А. В. Степанов окончил медицинский факультет Московского университета, после чего с 1899 года работал в Институте фармакологии, где в 1901 году защитил диссертацию на степень магистра фармакологии — высшую учёную степень в области фармакологии .

### Научная и педагогическая деятельность
А. В. Степанов проработал в области судебной химии 45 лет — с 1901 по 1946 годы. За это время им было написано более 100 работ, в том числе учебники судебной, органической и аналитической химии. Написанное им в 1929 году для своих учеников руководство «Судебная химия» выдержало 4 издания (в 1929, 1939, 1947 и 1951 годах) и долгое время использовалось в качестве учебного пособия для медицинских вузов.
А. В. Степанов был основателем и первым заведующим первой в России кафедры судебной химии — на химико-фармацевтическом факультете II Московского государственного университета, первым заместителем директора по научной работе и первым деканом Московского фармацевтического института.
В судебной и органической химии А. В. Степанов известен своими работами по нитрованию, расщеплению хлорорганических соединений, имевшими большое значение для судебно-химического определения этих соединений (хлороформ, хлоралгидрат, тетрахлорметан, дихлорэтан и пр.), развитию метода разрушения органических соединений серной кислотой и нитратом аммония, использующегося при определении металлических ядов (мышьяка, сурьмы, тяжёлых металлов).
Похоронен на Ваганьковском кладбище.